# Єремєєв Костянтин Степанович
Костянтин Степанович Єремєєв (6 червня 1874, місто Мінськ, тепер Білорусь — 28 січня 1931, місто Москва, тепер Російська Федерація) — радянський діяч, професійний революціонер, військовий, журналіст. Член Центральної контрольної комісії РКП(б) у 1924—1925 роках. Член Спілки радянських письменників.

## Життєпис
Народився в родині унтер-офіцера російської армії, що походив із селян села Вороново Олонецької губернії. Дитинство та шкільні роки провів у місті Петрозаводську. У 1885 році закінчив трикласне початкове училище. Потім служив у торговому флоті.
У 1893—1895 роках служив «однорічником» у піхотному полку російської армії в місті Вільно, отримав звання унтер-офіцера. 
У 1896 році вступив до соціал-демократичної організації (РСДРП) у Вільно. 
У 1897 році заарештований, два роки сидів у Варшавській фортеці, засланий до Уржума. З 1900 по 1901 рік був у засланні в Петрозаводську. У 1903 році приєднався до більшовиків, був знову заарештований та засланий в Стерлітамак Уфимської губернії, а потім до Вологди. Із заслання втік, але був спійманий і 6 вересня 1903 року засуджений до адміністративного заслання під гласним наглядом поліції на 3 роки до Східного Сибіру. У 1904 році втік із заслання та емігрував, у 1906 році повернувся до Російської імперії.
Після повернення вів революційну роботу, займався літературною діяльністю, писав під псевдонімом Гудок. У 1910—1912 роках працював у редакції газети «Звезда», з 1912 по 1914 рік — газети «Правда», в 1915—1916 роках редагував журнал «Вопросы страхования». З 1915 року — член Петербурзького комітету РСДРП. З вересня 1915 року — член Російського бюро ЦК РСДРП(б).
З 1916 по 1917 рік служив у Всеросійському комітеті земського та міського союзу (Земгор) у тилах 6-ї російської армії Північного фронту. Керував військовою організацією Північнобалтійського комітету РСДРП(б), вів революційну пропаганду серед солдатів.
Після Лютневої революції 1917 року приїхав до Петрограда, 4 березня 1917 року призначений членом редакційної колегії «Правди». Із загоном робітників та солдатів захопив друкарню газети «Сельский Вестник», де з 5 березня почала друкуватися «Правда». 27 березня 1917 року кооптований в Російське бюро ЦК РСДРП(б) як представник редакції центрального друкованого органу. Працював у редакціях «Правди» та «Солдатської Правди», був членом Військової організації при Петроградському комітеті та ЦК РСДРП(б). У червні 1917 року брав участь у Всеросійській конференції фронтових та тилових військових організацій РСДРП(б).
Під час захоплення загоном Тимчасового уряду редакції газети «Правди» 5 липня 1917 року Єремєєва заарештували, але не впізнали як редактора і незабаром звільнили. Після Липневих подій ховався у Сестрорецьку. У серпні 1917 року знову як працівник Земгора виїхав на Північний фронт, вів роботу у Північнобалтійської організації РСДРП(б).
У жовтні 1917 року повернувся до Петрограда, брав участь у формуванні загонів Червоної гвардії, вів революційну агітацію в частинах гарнізону. Активний учасник Жовтневого перевороту 1917 року в Петрограді. Був членом Петроградського військово-революційного комітету, 24 жовтня 1917 року очолив штаб групи революційних військ. 25 жовтня введений до польового штабу Петроградського військово-революційного комітету, командував загонами Червоної гвардії та революційних солдатів при штурмі Зимового палацу з боку Марсового поля. 
Брав участь у ліквідації виступу Керенського — Краснова (26 жовтня — 1 листопада 1917 року) як комісар групи підполковника Михайла Муравйова, брав участь в арешті генерала Петра Краснова. На початку листопада 1917 року відряджений на чолі зведеного загону революційних сил надати допомогу більшовицькому збройному перевороту в Москві.
З 27 жовтня по 10 листопада (9—23 листопада) 1917 року — член колегії Ради народних комісарів у військових та морських справах Російської Радянської Республіки.
У грудні 1917 — 31 березня 1918 року — командувач військ Петроградського військового округу. У лютому 1918 року — член Комітету революційної оборони Петрограда. У квітні — травні 1918 року — військовий комісар Петроградської трудової комуни.
Брав участь у формуванні перших частин та з'єднань Червоної армії, був засновником газети «Армия и Флот Рабочей и Крестьянской России», автором емблеми «Червона зірка».
З червня 1918 року — завідувач видавництва ВЦВК у Москві. Під час лівоесерівського заколоту в липні 1918 року керував охороною Кремля та Великого театру, в якому проходив V Всеросійський з'їзд Рад.
У 1919—1922 роках — уповноважений ВЦВК і ЦК РКП(б) з мобілізації в Червону армію. Влітку 1919 року був направлений на Південний фронт, командував Воронезьким укріпленим районом РСЧА.
Із 1922 року — один із творців та заступник завідувача Державного видавництва (Держвидаву), редактор «Рабочей газеты». У 1922—1928 роках — перший редактор журналу «Крокодил».
У листопаді 1923 — 1925 року — член Революційної військової ради (РВР) морських сил Балтійського моря.
З січня 1924 року — редактор газети «Армия и Флот Рабочей и Крестьянской России» («Рабочая и Крестьянская Армия и Флот»).
2 грудня 1924 — 21 листопада 1925 року — член Революційної військової ради (РВР) СРСР.
У 1925—1926 роках — начальник політичного управління морських сил Балтійського моря. З 1926 року був призначений для особливо важливих доручень при РВР СРСР.
З 1926 по 1929 рік — представник (головний агент) акціонерного товариства «Радянський торговий флот» у Франції.
У 1929 — 28 січня 1931 року — редактор журналу «Красная нива».
Помер 28 січня 1931 від паралічу серця, перебуваючи на тривалому лікуванні в Кремлівській лікарні Москви. 13 лютого 1931 року урна із прахом покійного була привезена до Ленінграда і того ж дня після траурної церемонії урочисто похована на Марсовому полі.

## Твори
- Пережите. Повісті та оповідання. Петрозаводськ, 1964.
- Ленін та робітничий клас. Зустрічі з Іллічем, Ленінград, 1924.
- Полум'я. Епізоди Жовтневих днів. Москва, 1928; Москва—Ленінград, 1930.

## Нагороди
- орден Червоного Прапора (23.02.1928)